# كيني هايسلوب
كيني هايسلوب (بالإنجليزية: Kenny Hyslop)‏ هو طبال بريطاني، ولد في 14 فبراير 1951.

## وصلات خارجية
- كيني هايسلوب على موقع IMDb (الإنجليزية)
- كيني هايسلوب على موقع ميوزك برينز (الإنجليزية)
- كيني هايسلوب على موقع ديسكوغز (الإنجليزية)